# ケビン・ミッチェル
ケビン・ダーネル・ミッチェル（Kevin Darnell Mitchell、1962年1月13日 - ）は、アメリカ合衆国カリフォルニア州サンディエゴ出身の元プロ野球選手（外野手、右投右打）。
ニックネームは「World」「Mitchell Monster」「Boogie Bear」「Tatonka」。
金歯がトレードマーク。2001年に福岡ダイエーホークスでプレーしたトニー・ミッチェルは従兄弟にあたる。

## 経歴

### MLB時代
1980年11月16日にアマチュア・フリーエージェントとしてニューヨーク・メッツと契約。
1984年はAAA級タイドウォーターで打率.243・10本塁打と平凡な成績ながらセプテンバー・コールアップでメジャーに昇格、9月4日のセントルイス・カージナルス戦で9回に代打で出場しメジャーデビュー。
1985年はメジャーでの出場は無かったもののマイナーで好成績を挙げ、1986年は開幕をメジャーで迎える。4月27日のカージナルス戦でジョン・テューダーからメジャー初本塁打を放つなど、規定打席不足ながら前半戦で打率.342・出塁率.407・長打率.555を記録。持ち前の打力と複数のポジションを守れる器用さを買われてプラトーン・システムを好む監督デービー・ジョンソンに重用され、投手・捕手・二塁手以外の6つのポジションで先発出場を果たした。後半戦で調子を落としたが、シーズン通算で打率.277・12本塁打・43打点を記録し、チームの東地区優勝に貢献。リーグチャンピオンシップシリーズでヒューストン・アストロズを4勝2敗で破り、13年ぶりのリーグ優勝。ボストン・レッドソックスとのワールドシリーズでは2勝3敗と王手をかけられた後の第6戦、2点ビハインドの延長10回裏2死一塁の場面でリック・アギレラの代打として打席に立ち、中前安打を放ってその後の逆転サヨナラ勝利へ繋げた。勢いに乗ったチームは第7戦も勝利し、『ミラクル・メッツ』と呼ばれた1969年以来17年ぶり2度目のワールドシリーズ制覇。ルーキー・オブ・ザ・イヤーの投票では3位に入った。12月11日にケビン・マクレイノルズ他2選手との交換トレードで、ショーン・エイブナー他3選手と共に故郷のサンディエゴ・パドレスへ移籍。
1987年7月5日にマーク・デービス、キース・カムストック他2選手との交換トレードで、デーブ・ドラベッキー、クレイグ・レファーツと共にサンフランシスコ・ジャイアンツへ移籍。移籍当日のシカゴ・カブス戦に出場して1試合2本塁打、9月15日のパドレス戦ではトレード相手のカムストックから本塁打を放った。移籍後に打率.306・15本塁打を記録し、チームは西地区優勝。カージナルスとのリーグチャンピオンシップシリーズでは、第5戦で本塁打を放って勝利に貢献し王手をかけるが、続く2戦に連敗し3勝4敗で敗退した。
1988年までは三塁での起用が主だったが、1989年は左翼に固定される。4月26日のカージナルス戦でオジー・スミスが放ったファウルグラウンドに切れていく打球を、右手を伸ばして素手で捕球する好プレーを見せた。前半戦で打率.295・31本塁打・81打点・長打率.692を記録し、自身初のオールスターゲームにファン投票で選出される。ホームランダービーにも出場し、2本で8選手中3位タイだった。試合では「4番・左翼」で先発出場し、初回に適時打を放つなど2安打を記録した。シーズン通算で打率.291、いずれもリーグトップでキャリアハイの47本塁打・125打点・長打率.635・OPS1.023・345塁打・32敬遠を記録。最多本塁打・最多打点の二冠を獲得し、チームは2年ぶりの地区優勝。カブスとのリーグチャンピオンシップシリーズでは打率.353・2本塁打・7打点の活躍を見せ、4勝1敗で1962年以来27年ぶり、東西地区制導入以後初のリーグ優勝を果たした。“ベイブリッジシリーズ”と呼ばれたオークランド・アスレチックスとのワールドシリーズでは、第3戦の試合開始直前にロマ・プリータ地震が発生し10日間中断するハプニングが起きた。第4戦で本塁打を放つが、チームはアスレチックスから一度もリードを奪うことができず4連敗で敗退した。MVPに選出され、シルバースラッガー賞も初受賞した。
1990年は5月16日の古巣メッツ戦で自身初のサヨナラ本塁打、5月25日のピッツバーグ・パイレーツ戦で3打席連続本塁打、6月6日のシンシナティ・レッズ戦でロブ・ディブルから再びサヨナラ本塁打を放つなど前半戦で打率.312・21本塁打を記録し、オールスターゲームに2年連続ファン投票で選出された。シーズン中に4年1,500万ドルで契約を延長。打率.290・35本塁打・93打点の成績だった。

1991年は27本塁打を記録するも、手首と膝の故障に悩まされて113試合の出場に留まった。起訴はされなかったもののレイプの疑いで告発され、直後の12月11日にデーブ・バーバ他2選手との交換トレードで、マイク・レムリンガーと共にシアトル・マリナーズへ移籍。
1992年は6月4日のクリーブランド・インディアンス戦で自身初の満塁本塁打を放つが、体重オーバーに加えて右手首の故障、嘔吐が原因で筋肉痛という「不可解」な理由で故障者リスト入りと欠場が多く、99試合の出場で僅か9本塁打と期待外れに終わり、チームも西地区最下位に沈んだ。11月17日にノーム・チャールトンとの交換トレードでレッズへ移籍。
1993年は6月に20試合連続安打を記録。左肩の痛みと左足の骨折により終盤は欠場するが、規定打席不足ながら打率.341・19本塁打・長打率.601と復活を果たした。1994年は8月3日の古巣ジャイアンツ戦で5打数5安打。ストライキでシーズンが打ち切られたが、打率.326・30本塁打・出塁率.429、長打率とOPSはバリー・ボンズ（.647・1.073）を上回るリーグ2位の.681・1.110を記録した（本塁打以外はキャリアハイ）。10月25日にフリーエージェントとなり、推定年俸4億円以上を提示したNPB福岡ダイエーと契約。
これに伴い、外国人枠の関係からブライアン・トラックスラー、ケビン・ライマーのどちらかを解雇することとなり、チーム事情からトラックスラー解雇が決定的だったが、トラックスラーはダイエー本社海外部のお墨付きで入団した経緯を持っており、親会社との関係から簡単に解雇できなかった。結局春季キャンプ中の1995年2月24日に解雇されたが、その結果ミッチェルと球団との関係にヒビが入ることになり、その後の処遇に悪影響をもたらすこととなった。

### ダイエー時代
1995年4月1日の西武ライオンズとの開幕戦に「4番・左翼」で先発出場。初回無死満塁の場面で郭泰源から本塁打を放ち、1983年の駒田徳広以来史上2人目の初打席満塁本塁打（開幕戦に限れば史上初）の衝撃的なデビューを飾る。翌日も本塁打を放ち順調なスタートを切ったかに思われた。

しかし4月14日の近鉄バファローズ戦ではスターティングラインナップに名を連ねながら、試合直前に「熱がある」と言って突然の欠場。翌日は飛球を追った際に「古傷の右膝を痛めた」と言って途中交代。5月5日からの西武遠征中に立川の米軍基地で飲酒し球団から叱責を受けた際には「プライベートな事は球団とは関係ない！そんな事を言うのなら、アメリカへ送り返してくれ！後は代理人と話してもらえばいい」と言う始末。5月11日に雁の巣での練習を欠席すると、右膝痛を理由に直後の東京遠征をキャンセル。球団の指示に従って病院に行き「スポーツには支障がない」と診断されるも「アメリカの主治医に治療法を聞いてみたい」と言い残して5月26日に無断帰国。球団は解雇の方向性だったが、年俸の問題からか7月21日に再来日。当日22時に予定していた記者会見は「疲れたから」とすっぽかした。7月29日の西武戦に出場して5打数4安打、8月8日までに33打数15安打・2本塁打・9打点を記録するが、また「右膝が痛い」と言い始め、8月11日に2度目の無断帰国。その際「2週間で帰ってくる」と言い残したが、球団も完全に見切りをつけていてそのまま解雇となった。

当時のチームメイトが「上半身だけ、それもコンパクトなスイングで飛ばす。軸もブレないし、とにかくすごい」と舌を巻くほどのバッティングだった。本塁打の飛距離は大きく、その点ではメジャー有数のスラッガーとしての実力を見せつけたが、結局僅か37試合の出場に留まった。

### 以後
1996年3月8日にボストン・レッドソックスと契約。7月30日に2選手との交換トレードでレッズに復帰。試合数は少ないながら2球団合計で打率.316・8本塁打・出塁率.420の好成績を残した。11月18日にフリーエージェントとなり、12月13日にインディアンスと契約するが、不振で1997年6月3日に解雇。1998年3月9日にアスレチックスと契約するが8月7日に解雇され、メジャーでのキャリアを終えた。
1999年はリーガ・メヒカーナ・デ・ベイスボルのタバスコ・キャトルメンでプレイ。8月に両親に貸していた家の家賃滞納を巡って口論の末、父親の頭部を殴打し逮捕された。

2000年は独立リーグのソノマカウンティ・クラッシャーズ、2001年はリンカーン・ソルトドッグスに所属。その後クラッシャーズにコーチとして復帰し、佐々木誠と同僚になっている。
2010年にはゴルフ場で口論となった相手を暴行した疑いで逮捕された。

## ミッチェル騒動
MLB時代から問題行動が多いことで有名だったミッチェルの獲得は、ダイエー球団にとって野球以外の面でもマスコミに注目（批判）されるという「リスク」を承知しなければならないと言えたが、監督に就任したばかりの王貞治を始めとする現場の人間の多くは、ボブ・ホーナーをも上回る直前成績を残していたバリバリの大物メジャーリーガー獲得を強く望んでいた。

1985年、当時王が監督を務めていた巨人が、後にMLBを代表する投手となったデーブ・スチュワートの獲得を検討するも、「トラブルメーカー」との評判から断念。このことが王に熱意を持たせる要因になったとされる。こうして破格の高額年俸で獲得したものの、その期待とは裏腹に度重なるトラブルや怪我で成績を残せず途中解雇され、挙げ句の果てに年俸の全額支払いを要求して裁判沙汰にまで発展するという最悪の結果となり、同姓の小説家マーガレット・ミッチェルの代表作『風と共に去りぬ』をもじって「金と共に去りぬ」と揶揄された（この表現は東京スポーツなどのスポーツ新聞や、ブロードキャスターなどのテレビ番組でも使用された）。

元阪神タイガースのランディ・バースは一連の騒動について「実力があり、まだ働けるはずなのにメジャーで契約しないのは何らかの欠点がある。ミッチェルの場合はトラブルメーカーというのは分かりきっている事だった」と発言している。
かつてホークスの公式情報誌『月刊ホークス』には、所属した歴代の助っ人外国人選手を紹介する『FDH助っ人列伝』という連載コーナーがあった。このコーナーでは、選手をボールの数による5段階評価で、「鳴り物入り度」、「貢献度」、「その選手独自の評価」（必ず5になるような内容になっている）の3つの項目においてそれぞれ評価していたのだが、第17号（2002年3月号）にミッチェルが掲載された際は「鳴り物入り度」が5、「貢献度」が3、「困ったちゃん度」が枠外に大きくはみ出す“ 7 ”であった。同コーナーによると、ミッチェル騒動がきっかけで球団はしばらくの間、実績ある大物よりも比較的低年俸で扱いやすい外国人選手を獲得する傾向にシフトしたとされる。

## 詳細情報

### 年度別打撃成績
| 年 度     | 球 団     | 試 合 | 打 席 | 打 数 | 得 点 | 安 打 | 二 塁 打 | 三 塁 打 | 本 塁 打 | 塁 打 | 打 点 | 盗 塁 | 盗 塁 死 | 犠 打 | 犠 飛 | 四 球 | 敬 遠 | 死 球 | 三 振 | 併 殺 打 | 打 率 | 出 塁 率 | 長 打 率 | O P S |
| --------- | --------- | ----- | ----- | ----- | ----- | ----- | -------- | -------- | -------- | ----- | ----- | ----- | -------- | ----- | ----- | ----- | ----- | ----- | ----- | -------- | ----- | -------- | -------- | ----- |
| 1984      | NYM       | 7     | 14    | 14    | 0     | 3     | 0        | 0        | 0        | 3     | 1     | 0     | 1        | 0     | 0     | 0     | 0     | 0     | 3     | 0        | .214  | .214     | .214     | .429  |
| 1986      | NYM       | 108   | 364   | 328   | 51    | 91    | 22       | 2        | 12       | 153   | 43    | 3     | 3        | 1     | 1     | 33    | 0     | 1     | 61    | 6        | .277  | .344     | .466     | .811  |
| 1987      | SD        | 62    | 217   | 196   | 19    | 48    | 7        | 1        | 7        | 78    | 26    | 0     | 0        | 0     | 1     | 20    | 3     | 0     | 38    | 5        | .245  | .313     | .398     | .711  |
| 1987      | SF        | 69    | 298   | 268   | 49    | 82    | 13       | 1        | 15       | 142   | 44    | 9     | 6        | 0     | 0     | 28    | 1     | 2     | 50    | 5        | .306  | .376     | .530     | .906  |
| '87計     | SF        | 131   | 515   | 464   | 68    | 130   | 20       | 2        | 22       | 220   | 70    | 9     | 6        | 0     | 1     | 48    | 4     | 2     | 88    | 10       | .280  | .350     | .474     | .824  |
| 1988      | SF        | 148   | 566   | 505   | 60    | 127   | 25       | 7        | 19       | 223   | 80    | 5     | 5        | 1     | 7     | 48    | 7     | 5     | 85    | 9        | .251  | .319     | .442     | .760  |
| 1989      | SF        | 154   | 640   | 543   | 100   | 158   | 34       | 6        | 47       | 345   | 125   | 3     | 4        | 0     | 7     | 87    | 32    | 3     | 115   | 6        | .291  | .388     | .635     | 1.023 |
| 1990      | SF        | 140   | 589   | 524   | 90    | 152   | 24       | 2        | 35       | 285   | 93    | 4     | 7        | 0     | 5     | 58    | 9     | 2     | 87    | 8        | .290  | .360     | .544     | .904  |
| 1991      | SF        | 113   | 423   | 371   | 52    | 95    | 13       | 1        | 27       | 191   | 69    | 2     | 3        | 0     | 4     | 43    | 8     | 5     | 57    | 6        | .256  | .338     | .515     | .853  |
| 1992      | SEA       | 99    | 402   | 360   | 48    | 103   | 24       | 0        | 9        | 154   | 67    | 0     | 2        | 0     | 4     | 35    | 4     | 3     | 46    | 4        | .286  | .351     | .428     | .779  |
| 1993      | CIN       | 93    | 353   | 323   | 56    | 110   | 21       | 3        | 19       | 194   | 64    | 1     | 0        | 0     | 4     | 25    | 4     | 1     | 48    | 14       | .341  | .385     | .601     | .986  |
| 1994      | CIN       | 95    | 380   | 310   | 57    | 101   | 18       | 1        | 30       | 211   | 77    | 2     | 0        | 0     | 8     | 59    | 15    | 3     | 62    | 12       | .326  | .429     | .681     | 1.110 |
| 1995      | ダイエー  | 37    | 149   | 130   | 17    | 39    | 6        | 0        | 8        | 69    | 28    | 0     | 0        | 0     | 0     | 19    | 2     | 0     | 27    | 3        | .300  | .389     | .531     | .920  |
| 1996      | BOS       | 27    | 104   | 92    | 9     | 28    | 4        | 0        | 2        | 38    | 13    | 0     | 0        | 0     | 0     | 11    | 0     | 1     | 14    | 3        | .304  | .385     | .413     | .798  |
| 1996      | CIN       | 37    | 141   | 114   | 18    | 37    | 11       | 0        | 6        | 66    | 26    | 0     | 0        | 0     | 1     | 26    | 2     | 0     | 16    | 5        | .325  | .447     | .579     | 1.026 |
| '96計     | CIN       | 64    | 245   | 206   | 27    | 65    | 15       | 0        | 8        | 104   | 39    | 0     | 0        | 0     | 1     | 37    | 2     | 1     | 30    | 8        | .316  | .420     | .505     | .925  |
| 1997      | CLE       | 20    | 69    | 59    | 7     | 9     | 1        | 0        | 4        | 22    | 11    | 1     | 0        | 0     | 0     | 9     | 2     | 1     | 11    | 2        | .153  | .275     | .373     | .648  |
| 1998      | OAK       | 51    | 136   | 127   | 14    | 29    | 7        | 1        | 2        | 44    | 21    | 0     | 0        | 0     | 0     | 9     | 0     | 0     | 26    | 4        | .228  | .279     | .346     | .626  |
| MLB：13年 | MLB：13年 | 1223  | 4696  | 4134  | 630   | 1173  | 224      | 25       | 234      | 2149  | 760   | 30    | 31       | 2     | 42    | 491   | 87    | 27    | 719   | 89       | .284  | .360     | .520     | .880  |
| NPB：1年  | NPB：1年  | 37    | 149   | 130   | 17    | 39    | 6        | 0        | 8        | 69    | 28    | 0     | 0        | 0     | 0     | 19    | 2     | 0     | 27    | 3        | .300  | .389     | .531     | .920  |

- 各年度の太字はリーグ最高

### タイトル
MLB
- 最多本塁打：1回（1989年）
- 最多打点：1回（1989年）

### 表彰
MLB
- MVP：1回（1989年）
- シルバースラッガー賞：1回（1989年）

### 記録
MLB
- MLBオールスターゲーム選出：2回（1989年，1990年）

NPB
- 初出場・初先発出場：1995年4月1日、対西武ライオンズ1回戦（西武ライオンズ球場）、4番・左翼手として先発出場
- 初打席・初安打・初本塁打・初打点：同上、1回表に郭泰源から左越満塁本塁打　※史上33人目の初打席初本塁打（外国人選手13人目、開幕戦4番打者の初回達成は史上初）

### 背番号
- 32 （1984年）
- 7 （1986年 - 1987年途中、1988年 - 1994年、1996年途中 - 同年終了、1998年）
- 9 （1987年途中 - 同年終了）
- 39 （1995年）
- 24 （1996年 - 同年途中）
- 44 （1997年）